# Ichirō Ōkouchi
Ichirō Ōkouchi (大河内 一楼 Ōkouchi Ichirō?), nacido el 28 de marzo de 1968 en Sendai, prefectura de Miyagi) es un guionista y novelista japonés. Él es un graduado de la Universidad de Waseda, Facultad de Ciencias Humanas.
En 2006, Ōkouchi colaborado con el director Goro Taniguchi para componer la historia y el guion de la producción original de Sunrise, Code Geass: La rebelión de Lelouch y su secuela de Code Geass: La rebelión de Lelouch R2 en 2008.

## Obras
- ∀ Gundam (Screenplay; 1999)
- Angelic Layer (Series composition, screenplay; 2001)
- ∀ Gundam II: Moonlight Butterfly (Screenplay; 2002)
- OVERMAN King Gainer (Series composition, screenplay; 2002)
- Azumanga Daioh (Series composition, screenplay; 2002)
- RahXephon (Screenplay; 2002)
- Wolf's Rain (Screenplay; 2003)
- Stellvia of the Universe (Screenplay; 2003)
- Planetes (Series composition and screenplay; 2003)
- Mahō Sensei Negima! (Series composition, overall plot and screenplay; 2005)
- Eureka Seven (Screenplay; 2005)
- Brave Story (Screenplay; 2006)
- Code Geass: La rebelión de Lelouch (Original story, series composition, screenplay; 2006–07)
- Code Geass: La rebelión de Lelouch R2 (Original story, series composition, screenplay; 2008)
- Shigofumi: Letters from the Departed (Series composition, screenplay; 2008)
- Guilty Crown (Assistant series composition; 2011)
- Devilman Crybaby 2018
- Valvrave the Liberator
- SK∞ the Infinity 2021

## Novelas
- Revolutionary Girl Utena 1: Ao no Sōjo (1998)
- Revolutionary Girl Utena 2: Midori no Omoi (1998)
- Martian Successor Nadesico: Ruri no Kōkai Nisshi (1998)
- Martian Successor Nadesico: Channeru Ha Ruriruri De (1998)
- Martian Successor Nadesico: Ruri A Kara B he no Monogatari (1999)
- Mobile Suit Gundam: The 08th MS Team (1999)
- Akihabara Dennō Gumi: Tsubame Hatsu Taiken!? Kurabu Katsudō Sentō Chū (1999)
- Starbows (2001)
- Chicchana Yukitsukai Sugar (2002)